# Haplostachys munroi
Haplostachys munroi är en kransblommig växtart som beskrevs av Charles Noyes Forbes. Haplostachys munroi ingår i släktet Haplostachys och familjen kransblommiga växter. Inga underarter finns listade i Catalogue of Life.